# Giuseppina Grassini
Gioseppa Maria Camilla Grassini, comunemente nota come Giuseppina (o anche Josephina) Grassini (Varese, 8 aprile 1773 – Milano, 3 gennaio 1850), è stata un contralto italiano.

## Biografia
Dopo essersi formata musicalmente sotto la guida della madre, violinista dilettante, e di Domenico Zucchinetti a Varese e di Antonio Secchi a Milano, debuttò nel mondo dell'opera nel 1789 a Parma cantando ne La pastorella nobile di Guglielmi e l'anno seguente alla Scala di Milano in tre opere buffe tra cui  La bella Pescatrice dello stesso autore e La cifra di Antonio Salieri.  Non avendo tali prime esecuzioni di carattere comico avuto particolarmente successo, la Grassini fu indotta a riprendere lo studio del canto e a volgersi verso il genere drammatico.

### Gli esordi e l'apice della carriera italiana
A partire dal 1792 ella tornò pienamente attiva esibendosi nei teatri di Vicenza, Venezia, nuovamente Milano, Napoli e Ferrara. Cantò, tra l'altro, nella prima rappresentazione alla Scala dell'Artaserse di Zingarelli (1793), nella première del Demofoonte di Portugal (1794), nell'Orfeo ed Euridice di Bertoni (Euridice), nel Telemaco nell'isola di Calipso di Mayr (première 1797), nell'Artemisia di Cimarosa (première 1797) e ne La morte di Semiramide di Nasolini, in occasione della prima rappresentazione alla Fenice nel 1798 (ruolo del titolo).

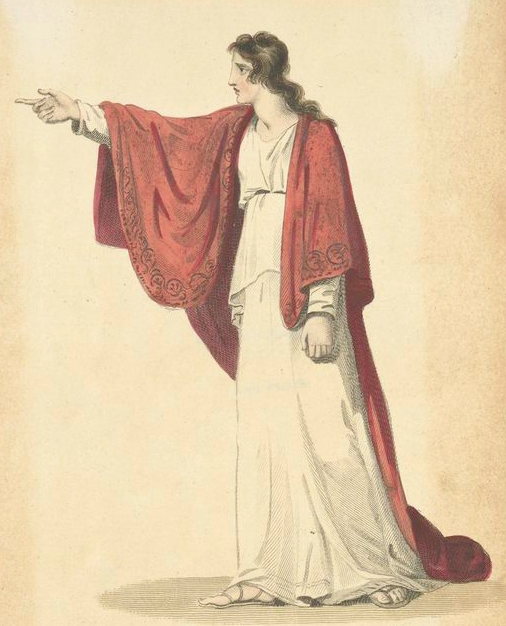
Giuseppina Grassini come Orazia ne Gli Oriazi e i Curiazi

Il suo anno di gloria fu comunque il 1796 quando creò due ruoli che sarebbero rimasti in repertorio alcuni decenni e famosi poi fino ai giorni nostri, in entrambi i casi a fianco del sopranista Girolamo Crescentini che fu anche suo prezioso maestro e ai cui insegnamenti rimase fedele per tutta la sua vita artistica. Per lei, infatti, Nicola Zingarelli scrisse la parte di Giulietta nella sua opera Giulietta e Romeo, andata in scena alla Scala di Milano il 30 gennaio, mentre Domenico Cimarosa compose il ruolo di Orazia ne Gli Oriazi e i Curiazi, andati invece in scena nell'altro grande teatro dell'Italia Settentrionale, La Fenice di Venezia, il 26 dicembre. In quello stesso anno, la Grassini partecipò anche alla prima di una terza opera, l'Issipile di Gaetano Marinelli, la quale non riportò però un successo neanche paragonabile a quello delle altre due.

### Il periodo napoleonico e il ritiro
Il 4 giugno 1800, poco prima della vittoria di Marengo, alla Scala di Milano, mentre interpretava La vergine del sole di Andreozzi, la Grassini, del resto già nota per le sue turbolente vicende amorose, fece colpo su Napoleone Bonaparte, che l'arruolò tra le sue amanti, portandola con sé a Parigi, dove si esibì in alcuni concerti. La relazione con il Primo Console non aveva però probabilmente un carattere di convenienza, ma era semplicemente simbolo dello spirito libero della Grassini, la quale, invaghitasi nel frattempo del violinista Pierre Rode, non esitò ad intrecciare una nuova relazione con lui, praticamente sotto gli occhi del futuro Imperatore dei Francesi,  ed a lasciare Parigi per una tournée concertistica nei Paesi Bassi e Germania (1801), per poi rientrare senz'altro in Italia.

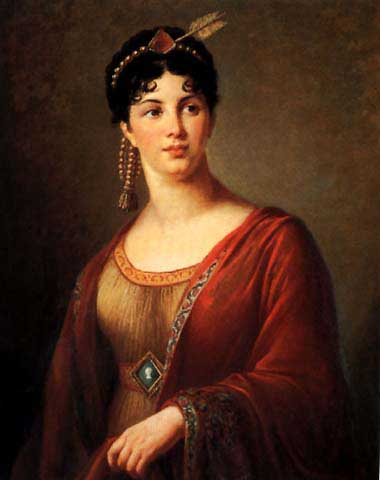
Giuseppina Grassini a Londra, 1803
(dipinto di Élisabeth Vigée Le Brun)

La Grassini nel 1802-5 fu a Londra, dove al King's Theatre cantò in alcune riprese de La vergine del sole di Andreozzi, de La morte di Cleopatra di Nasolini e della Camilla di Fioravanti, nonché nelle prime esecuzioni de Il ratto di Proserpina e della Zaira di von Winter. Nel Ratto figurava anche il celebre soprano Elizabeth Billington che si scontrò con l'italiana in una gara di gorgheggi, dalla quale questa uscì trionfale vincitrice.
Nel 1806 la Grassini tornò a Parigi insieme al suo maestro Crescentini, dove fu nominata Prima cantante di Sua Maestà l'Imperatore. Alle Tuileries si esibì come protagonista nella prima de La Didone di Paër, nel Pimmalione di Cherubini e nella Didon abandonnée di Paer. Il suo soggiorno nella capitale francese durò sino al 1814, anno in cui venne di nuovo scritturata dal King's Theatre di Londra e partecipò alla prima pdell'Aristodemo di Pucitta. Durante il suo soggiorno londinese, la Grassini, tenendo fede alle sue turbolente inclinazioni amorose, intrecciò una nuova relazione, questa volta con il grande rivale di Napoleone, il duca di Wellington. Dopo un breve trasferimento a Roma, fece ritorno a Parigi durante i Cento giorni dell'epilogo napoleonico e vi rimase anche dopo la Restaurazione (il Duca di Wellington era stato nominato ambasciatore britannico a Parigi), finché non fu costretta a lasciare il territorio francese per l'ostilità da parte di Luigi XVIII, che considerava sconveniente la popolarità di un'ex-amante di Napoleone.
Rientrata quindi definitivamente in Italia, continuò la sua attività di cantante nei teatri lirici: si esibì a Brescia, a Padova, a Trieste, a Firenze e nel 1817 nuovamente alla Scala di Milano, senza peraltro riscuotere più i successi cui era abituata. Si ritirò dai palcoscenici nel 1823 e si stabilì definitivamente nel capoluogo lombardo, dedicandosi anche all'insegnamento ed avendo tra le sue allieve Giuditta Pasta e le proprie nipoti Giulia e Giuditta Grisi. Morì nel 1850.

## Caratteristiche artistiche

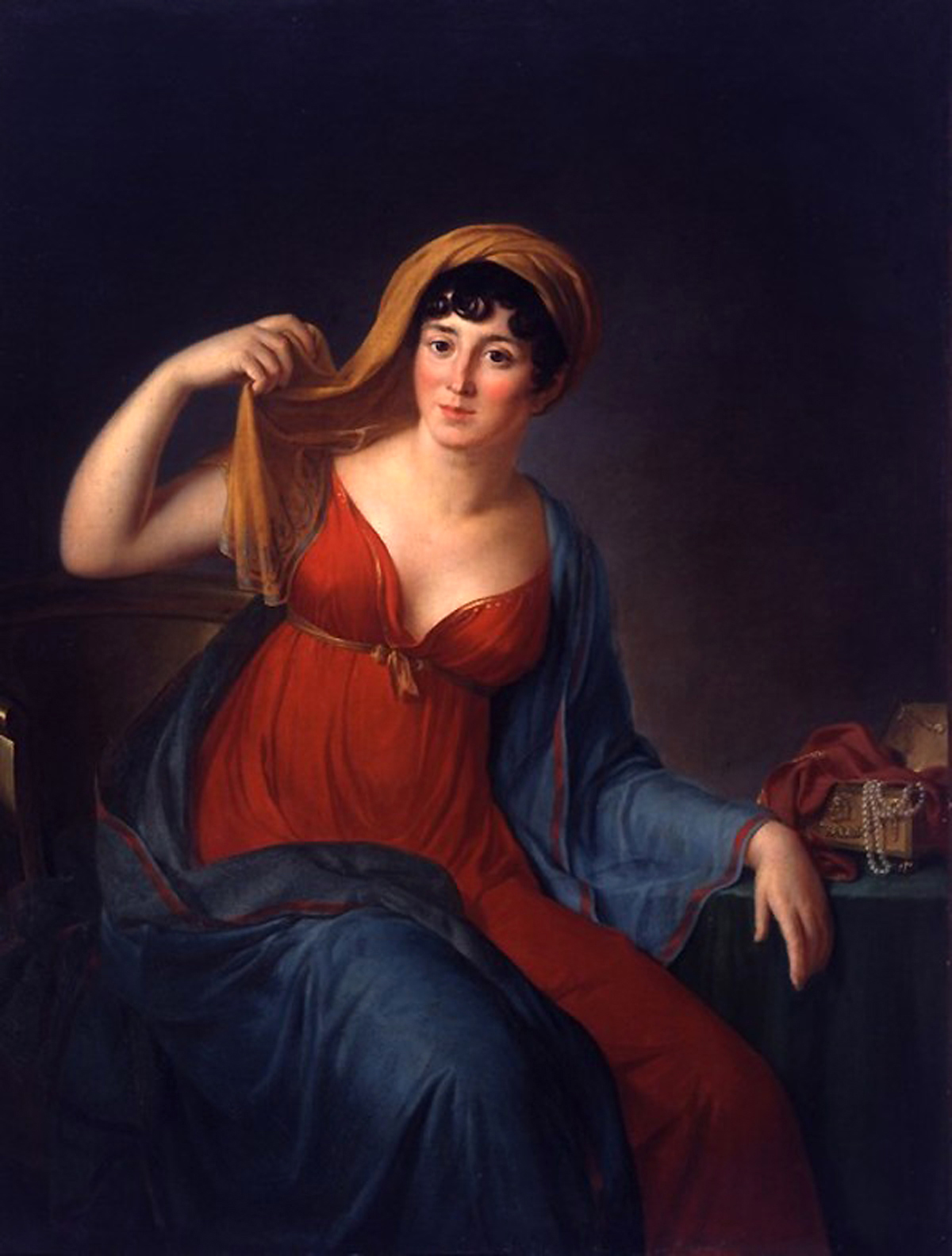
Giuseppina Grassini, s.d.
(attribuito a Marie-Guillemine Benoist)

Pur nell'usuale disaccordo tra i critici, Giuseppina Grassini deve essere indubbiamente annoverata tra i più grandi cantanti che calcarono le scene liriche a cavallo tra i due secoli, XVIII e XIX. Classificata ordinariamente come contralto, la Grassini cantava su tessiture che modernamente si definirebbero piuttosto da mezzosoprano ed aveva un'estensione vocale piuttosto limitata; poteva però contare su una voce di elevata sonorità e volume che si caratterizzava peraltro per una notevole flessibilità, alle quali si accompagnarono sempre un'eccellente capacità interpretativa e, per di più, una bellezza non comune che fecero della Grassini, oltre che l'oggetto di tante avventure amorose, il modello ideale per molti pittori dell'epoca, tra cui Andrea Appiani. Fedele agli insegnamenti del suo vecchio maestro e collega Crescentini, la Grassini si collocò sempre tra il gruppo di cantanti che si opposero alla deriva del belcanto nella seconda metà del Settecento, con la sua corsa incontrollata verso le vette assurde dei superacuti e la coloratura fine a sé stessa, e che cercarono invece di recuperare, come ha scritto Rodolfo Celletti, "la passione e il vigore" che avevano caratterizzato la stagione aurea del canto nel primo Settecento e che contribuirono quindi a porre le basi di quello che sarebbe stato, di lì a poco, "il gran finale rossiniano" di una magnifica stagione bisecolare del canto lirico. Non solo, ma la Grassini, anche per la sua giovane età, costituì, se mai, più di altri, un vero e proprio tramite con la futura generazione rossiniana e post-rossiniana. Acuto come sempre quando scrive di canto, Stendhal ebbe a rilevare, parlando di Giuditta Pasta: ella “è troppo giovane per aver potuto vedere sulla scena la Todi, Pacchierotti, Marchesi, Crescentini; ella non ha mai avuto l'occasione di ascoltarli al pianoforte; pure, i melomani che li hanno uditi dicono che sembra loro allieva. Per il canto, essa non è obbligata che alla signora Grassini, colla quale ha cantato durante una stagione a Brescia” e della quale, avrebbe potuto aggiungere, è stata un Curiazio ideale in varie rappresentazioni de  Gli Oriazi e i Curiazi.

## Principali ruoli creati
L'elenco seguente non è esaustivo, ma è senz'altro significativo della carriera, soprattutto italiana, della Grassini.
- Corago (Università di Bologna), su corago.unibo.it. URL consultato l'11 marzo 2021.
- L'Almanacco di Gherardo Casaglia), su almanac-gherardo-casaglia.com. URL consultato l'11 marzo 2021.

| Ruolo      | titolo dell'opera                      | carattere dell'opera                  | Autore                        | Teatro                                             | data prima esecuzione     |
| ---------- | -------------------------------------- | ------------------------------------- | ----------------------------- | -------------------------------------------------- | ------------------------- |
| Fulvia     | Ezio                                   | dramma serio per musica (2ª versione) | Angelo Tarchi                 | Nuovo Teatro di Vicenza                            | estate 1792               |
| Dircea     | Demofoonte                             | dramma per musica (1ª versione)       | Marcos António Portugal       | Teatro alla Scala di Milano                        | 8 febbraio 1794           |
| Epponina   | Epponina                               | dramma per musica                     | Sebastiano Nasolini           | Teatro Riccardi di Bergamo                         | Stagione della fiera 1794 |
| Eurilla    | Eurilla, o sia Il sogno                | cantata                               | Sebastiano Nasolini           | Teatro San Benedetto di Venezia                    | Stagione della fiera 1794 |
| Zulema     | La presa di Granada                    | dramma per musica                     | Giuseppe Maria Curcio         | Teatro degli Accademici Avvalorati di Livorno      | autunno 1795              |
| Campaspe   | Apelle e Campaspe                      | dramma per musica                     | Giacomo Tritto                | Teatro alla Scala                                  | 26 dicembre 1795          |
| Giulietta  | Giulietta e Romeo                      | tragedia per musica (opera seria)     | Nicola Antonio Zingarelli     | Teatro alla Scala                                  | 30 gennaio 1796           |
| Issipile   | L'Issipile                             | dramma per musica (opera seria)       | Gaetano Marinelli             | Teatro alla Fenice di Venezia                      | 12 novembre 1796          |
| Orazia     | Gli Orazi e i Curiazi                  | tragedia per musica (1ª versione)     | Domenico Cimarosa             | Teatro alla Fenice di Venezia                      | 26 dicembre 1796          |
| Calipso    | Telemaco nell'isola di Calipso         | dramma per musica                     | Giovanni Simone Mayr          | Teatro Sant'Angelo di Venezia                      | 16 gennaio 1797           |
| Artemisia  | Artemisia regina di Caria              | dramma serio per musica               | Domenico Cimarosa             | Real Teatro San Carlo di Napoli                    | 12 giugno 1797            |
| Clori      | Le nozze di Silvio e di Clori          | azione drammatica per musica          | Giovanni Paisiello            | Napoli                                             | luglio 1797               |
| Alceste    | Alceste                                | tragedia per musica                   | Marcos António Portugal       | Teatro alla Fenice di Venezia                      | 26 dicembre 1798          |
| Argea      | Argea, ovvero Sicione liberata         | opera seria                           | Giuseppe Maria Curcio (Curci) | Teatro degli Intrepidi di Firenze                  | 31 maggio 1799            |
| madre      | Chant national du 14 juillet 1800      | inno-scena lirico-patriottica         | Étienne-Nicolas Méhul         | Tempio di Marte dell'Hôtel des Invalides di Parigi | 14 luglio 1800            |
| Jella      | La pulzella di Rab, o Rullo e Dallaton | dramma per musica                     | Giuseppe Farinelli            | Teatro Nuovo di Trieste                            | maggio 1802               |
| Proserpina | Il ratto di Proserpina                 | opera seria                           | Peter von Winter              | King's Theatre in the Haymarket di Londra          | 3 maggio 1804             |
| Zaira      | Zaira                                  | opera seria                           | Peter von Winter              | King's Theatre di Londra                           | 29 gennaio 1805           |
| Diana      | Diana e Endimione                      | intermezzo                            | Ferdinando Paër               | Théâtre des Tuileries di Parigi                    | autunno 1809              |
| Venere     | Pimmalione                             | dramma lirico                         | Luigi Cherubini               | Théâtre des Tuileries di Parigi                    | 30 novembre 1809          |
| Didon      | Didon abandonnée                       | dramma lirico                         | Ferdinando Paer               | Théâtre des Tuileries di Parigi                    | 9 giugno 1811             |
| Cesira     | Aristodemo                             | opera seria                           | Vincenzo Pucitta              | King's Theatre di Londra                           | 9 giugno 1814             |
| Fedra      | Fedra                                  | melodramma serio                      | Ferdinando Orlandi            | Teatro Nuovo di Padova                             | 10 giugno 1820            |